# 共和示威

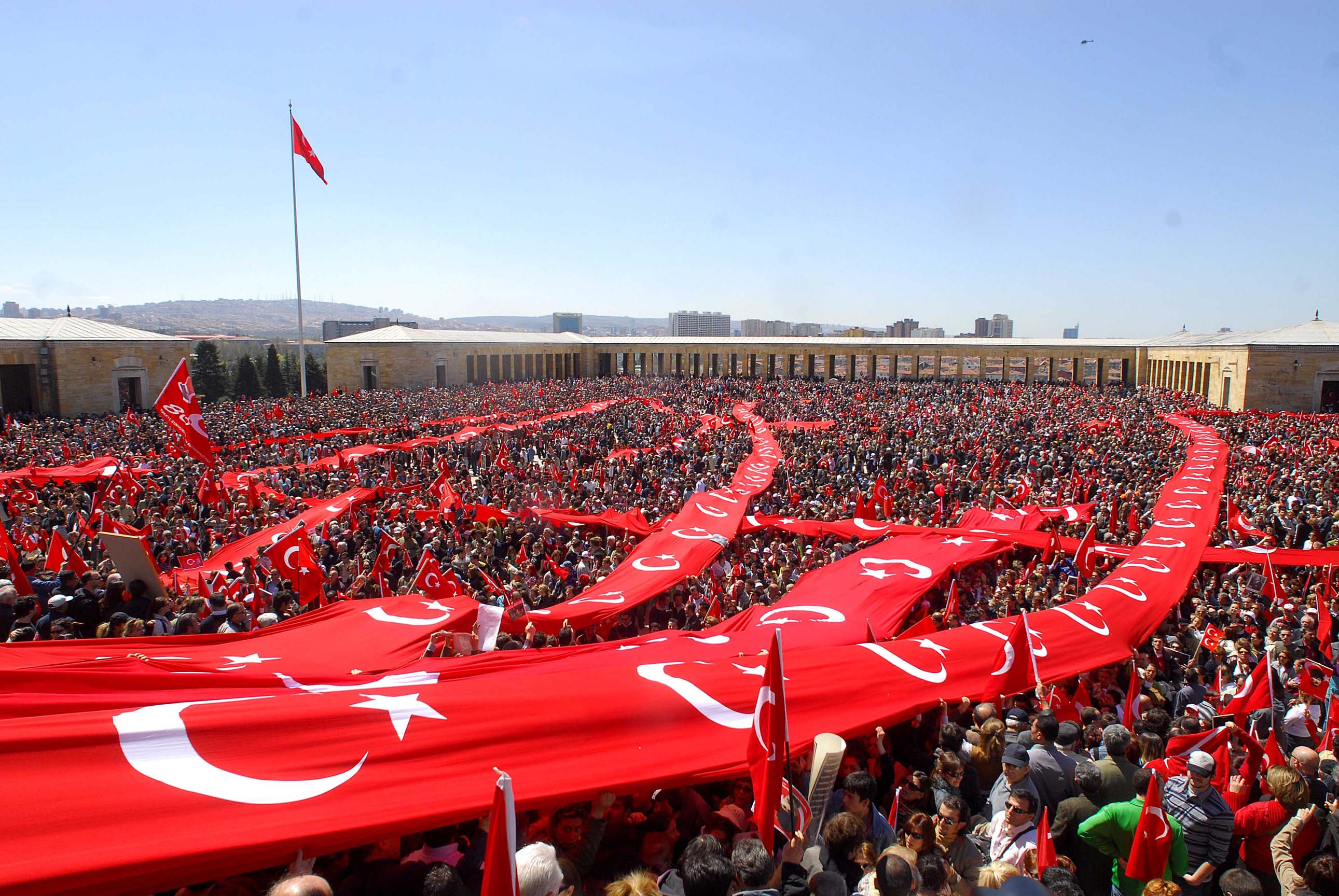
2007年4月17日，於土耳其首都安卡拉，大批群眾聚集於 Ceremonial Plaza 示威

共和示威（土耳其文：Cumhuriyet Mitingleri）是土耳其一場和平示威行動，發生於2007年土耳其首都安卡拉，近百萬人上街示威，目的是要求新總統遵循世俗化國家道路。

## 背景
1923年凱末爾領導民族民主革命成功之後，土耳其就成為公認是伊斯蘭教國家之中最高度世俗化的國家，其後更一直高度嚴禁宗教介入政治，即是政教分離。凱末爾甚至放棄阿拉伯語，改為使用土耳其語，甚至下令禁止戴頭巾。但一直以來，宗教與世俗之間的爭執一直存在。
然而於2007年4月，艾多根提名傾向政教合一的阿卜杜拉·居尔出任總統，同時建議取消禁止戴頭巾，令國民擔心會唔會使土耳其政教合一，結果觸發今次百萬人上街示威。